# Euasteron juliannae
Euasteron juliannae är en spindelart som beskrevs av Baehr 2003. Euasteron juliannae ingår i släktet Euasteron och familjen Zodariidae.
Artens utbredningsområde är Western Australia. Inga underarter finns listade i Catalogue of Life.